# Erligheim
Erligheim – miejscowość i gmina w Niemczech, w kraju związkowym Badenia-Wirtembergia, w rejencji Stuttgart, w regionie Stuttgart, w powiecie Ludwigsburg, wchodzi w skład związku gmin Bönnigheim. Leży ok. 15 km na północ od Ludwigsburga, przy granicy Parku Natury Stromberg-Heuchelberg.

## Współpraca
Miejscowość partnerska:
- Markersdorf, Saksonia